# أوكتافيو كورديرو بالاسيوس
أوكتافيو كورديرو بالاسيوس هو مترجم ومحامي وكاتب ورياضياتي وشاعر إكوادوري، ولد في 3 مايو 1870 في Octavio Cordero Palacios ‏ في الإكوادور، وتوفي في 17 ديسمبر 1930 في كوينكا في الإكوادور بسبب تشمع الكبد.